# Marco Aurelio Mario
Marco Aurelio Mario (en latín, Marcus Aurelius Marius), más conocido como Mario fue emperador del Imperio Galo en 268 o 269.

## Ascenso al trono y muerte
Mario, de acuerdo con la tradición posterior, era un herrero de profesión que ascendió grado a grado en el ejército romano hasta convertirse en oficial. Tras la muerte de Póstumo se hizo con el poder, se supone que durante tres o cuatro días, y fue asesinado con una espada de su propia manufactura.
Esta tradición es, o entera o parcialmente, incorrecta. Basándose en el número de monedas que acuñó, la duración de su reinado sería más exactamente de dos o tres meses. Mario es listado entre los Treinta Tiranos en la Historia Augusta.